# Wake Up and Dream
Wake Up and Dream (bra: Desperte e Sonhe) é um filme estadunidense de 1946 dirigido por Lloyd Bacon, com roteiro de Elick Moll baseado no romance The Enchanted Voyage, de Robert Nathan.

## Produção
Os títulos de trabalho do filme foram The Enchanted Voyage e Give Me the Simple Life. A 20th Century Fox comprou os direitos do romance The Enchanted Voyage de Robert Nathan por US$ 10 000 em julho de 1936, para produzir na época um filme estrelado por Shirley Temple. 
Embora o nome da atriz Lee Patrick esteja incluído nos créditos na tela como "A loura", o seu papel foi cortado durante a edição final. Ela é rapidamente vista no fundo da sequência comensal no início do filme. Algumas cenas foram gravadas em igarapés em torno do Lago Pontchartrain em Nova Orleans.

## Recepção
O crítico Moniz Vianna, do Correio da Manhã, considerou este filme o pior da carreira de Lloyd Bacon, qualificando como "fútil, incontrolado, prosaico, débil" e desconexo.

## Elenco
| Ator                | Papel                 |
| ------------------- | --------------------- |
| John Payne          | Jeff Cairn            |
| June Haver          | Jenny                 |
| Charlotte Greenwood | Sara March            |
| Connie Marshall     | Nella Cairn           |
| John Ireland        | Howard Williams       |
| Clem Bevans         | Henry Pecket          |
| Charles Russell     | tenente Coles         |
| Lee Patrick         | A loura               |
| Charles D. Brown    | Tenente comandante    |
| Irving Bacon        | Assistente do pedágio |